# Stodoranie
Stodoranie – średniowieczne plemię słowiańskie utożsamiane z Hawelanami, zamieszkujące kraj Stodor: dorzecze Sprewy dolnej i Haweli, prawego dopływu Łaby. Do tej samej grupy plemiennej obok Stodoran zaliczano plemiona: Nieletyków, Doszan i Zamczyców.
Prawdopodobnie współdziałali ze Związkiem Wieleckim w wojnach przeciwko Świętemu Cesarstwu Rzymskiemu.

## Twierdza Brenna
Centralnym grodem Stodoran była Brenna, zwana także Braniborem, podbita po raz pierwszy po długim oblężeniu w 928 roku przez Henryka I Ptasznika. Odbita w wyniku powstania plemion słowiańskich w 983 roku. O gród ten toczyły się krwawe walki między Słowianami i Germanami. Ostatecznie podbita przez Albrechta Niedźwiedzia w 1157 roku. Zmieniono wówczas nazwę Brenny na Brandenburg, a okoliczne ziemie nazwano Brandenburgią.

## Książęta
- Książę Stodoran Tęgomir: wygnany z Brenny, zwrócił się o pomoc do cesarza Ottona i przy jego pomocy odzyskał książęcy stolec.
- Drahomira - córka nieznanego z imienia księcia stodorańskiego, być może Tęgomira, żona Wratysława I.
- Księciem połabskich Stodoran, zwanych też czasem Hawelanami, był Jaksa z Kopanicy. Jego gród nazywał się Copnik (kopa-góra-hałda) i najprawdopodobniej znajdował się na obszarze dzisiejszej dzielnicy Berlina – Köpenick. Jaksa bił nawet własną monetę tzw. "brakteaty Jaksy".